# Groffliers
Groffliers település Franciaországban, Pas-de-Calais megyében. Lakosainak száma 1478 fő (2022. január 1.). Groffliers Verton, Waben és Berck községekkel határos.

## Népesség
A település népességének változása:
| Lakosok száma | 1463 | 1482 | 1539 | 1508 | 1514 | 1531 | 1514 | 1496 | 1478 |
|               | 2013 | 2015 | 2016 | 2017 | 2018 | 2019 | 2020 | 2021 | 2022 |